# 54P/德威科-斯威夫特-尼特彗星
54P/德威科-斯威夫特-尼特彗星是太陽系內的一顆週期彗星，於1844年8月23日被在義大利羅馬的神父法蘭契斯科·德威科發現。在它被發現之後曾多次與木星接近，因而數度成為迷蹤彗星。

## 第一次發現 (1844年)
德國漢堡的Melhop在9月6日、美國俄亥俄州克利夫蘭的Hamilton Lanphere Smith在9月10日，都獨立的發現這顆彗星。
保羅·勞吉爾和Felix Victor Mauvais在1844年9月9日計算出它的軌道，注意到和1819年出現的宝珀彗星相似，將這顆彗星的觀測資料納入計算，它們得出軌道週期是4.6至4.9年。
法國巴黎的埃王菲在1844年9月16日計算出第一個橢圓的軌道，軌道週期為5.46年。
自1844年之後，就未曾在預測時間觀測到這顆彗星的回歸，因此被列入迷蹤彗星。

## 第二次發現 (1894年)
1894年11月21日，愛德華 D. 斯威夫特於美國加利福尼亞州的回音山重新發現這顆彗星。Adolf Berberich依據這顆彗星的位置和相同的運動方向，建議這顆就是德威科的彗星。
1894年之後，這顆彗星再度失蹤，在1901年和1907年的回歸都未能看見。

## 第三次發現 (1965年)
在1963年，布萊恩·馬斯登使用電腦連結了1844年和1894年的蹤跡，計算出1965年回歸的觀測條件很良好。隨後，這顆彗星在1965年6月30日被阿諾德·凱莫拉在位於阿根廷的耶魯大學哥倫比亞南部天文台發現，當時的星等為17等。
在1968年，這顆彗星接近木星，使近日點距離和軌道週期都增加了，視星等的下降以及隨後未能如預測的找到，這顆彗星在1995年再度被認為丟失了。

## 第四次發現 (2002年)
近地小行星追蹤 (NEAT) 計畫在2002年10月11日再度發現這顆彗星。林肯近地小行星研究小組在新墨西哥的測站在10月4日預先發現了幾個影像，由日本高知縣的Kenji Muraoka確認為54P/德威科-斯威夫特彗星。

## 2009年的出現
在2009年8月17日，54P/德威科-斯威夫特-尼特彗星再度被發現，當時與太陽的距離仍有2.3AU。

## 外部連結
- Orbital simulation（页面存档备份，存于） from JPL (Java) / Ephemeris（页面存档备份，存于）
- 54P at Gary W. Kronk's Cometography（页面存档备份，存于）
- 54P at Kazuo Kinoshita's Comets（页面存档备份，存于）
- 54P at Seiichi Yoshida's Comet Catalog（页面存档备份，存于）

| 週期彗星                      | 週期彗星                     | 週期彗星                     |
| ----------------------------- | ---------------------------- | ---------------------------- |
| 前一顆彗星 53P/Van Biesbroeck | 54P/德威科-斯威夫特-尼特彗星 | 後一顆彗星 坦普爾-塔特爾彗星 |
| 週期彗星列表                  |                              |                              |